# Анамоса (Айова)
Анамоса (англ. Anamosa) — город в США, административный центр округа Джонс штата Айова. Население — 5450 человек (2020).

## География
Анамоса расположена по координатам 42°06′36″ с. ш. 91°16′32″ з. д. (42.110000, -91.275476). По данным Бюро переписи населения США в 2010 году город имел площадь 6,76 км², из которых 6,73 км² — суша и 0,03 км² — водоёмы.

## Демография
| Год переписи                          | Нас. |  | %±     |
| ------------------------------------- | ---- |  | ------ |
| 1860                                  | 889  |  | —      |
| 1870                                  | 2083 |  | 134,3% |
| 1880                                  | 2083 |  | —      |
| 1890                                  | 2078 |  | −0,2%  |
| 1900                                  | 2891 |  | 39,1%  |
| 1910                                  | 2983 |  | 3,2%   |
| 1920                                  | 2881 |  | −3,4%  |
| 1930                                  | 3579 |  | 24,2%  |
| 1940                                  | 4069 |  | 13,7%  |
| 1950                                  | 3910 |  | −3,9%  |
| 1960                                  | 4616 |  | 18,1%  |
| 1970                                  | 4389 |  | −4,9%  |
| 1980                                  | 4958 |  | 13%    |
| 1990                                  | 5100 |  | 2,9%   |
| 2000                                  | 5494 |  | 7,7%   |
| 2010                                  | 5533 |  | 0,7%   |
| 2020                                  | 5450 |  | −1,5%  |
| 1860–2020 Десятилетняя перепись в США |      |  |        |

Согласно переписи 2010 года, в городе проживали 5533 человека в 1941 домохозяйстве в составе 1163 семей. Плотность населения составила 818 человек/км². Было 2105 квартир (311/км²).
Расовый состав населения:
| - 91,1% — белых - 6,4% — чёрных или афроамериканцев - 0,7% — азиатов - 0,4% — коренных американцев |

К двум или более расам принадлежало 0,9%. Доля испаноязычных составила 2,0% всего населения.
По возрастному диапазону население распределялось следующим образом: 19,6% — лица младше 18 лет, 63,2% — лица в возрасте 18-64 лет, 17,2% — лица в возрасте 65 лет и старше. Медиана возраста жителя составила 39,6 лет. На 100 человек женского пола в городе приходилось 131,5 мужчин; на 100 женщин в возрасте от 18 лет и старше — 139,5 мужчин также старше 18 лет.
Средний доход на одно домашнее хозяйство составил 49 160 долларов США (медиана — 41 092), а средний доход на одну семью — 60 798 долларов (медиана — 55 914). Медиана доходов составляла 48 257 долларов для мужчин и 32 321 доллар для женщин. За чертой бедности находилось 19,6% человек, в том числе 24,0% детей в возрасте до 18 лет и 9,2% лиц в возрасте 65 лет и старше.
Гражданское трудоустроенное население составляло 1878 человек. Основные области занятости: образование, здравоохранение и социальная помощь — 26,9%, производство — 16,2%, розничная торговля — 11,6%, искусство, развлечения и отдых — 9,2%.